# براد إدواردز
براد إدواردز (بالإنجليزية: Brad Edwards)‏ هو صحفي أمريكي، ولد في 31 ديسمبر 1947، وتوفي في 16 مايو 2006.